# منجم الصخيبرات
منجم الصخيبرات هو ثالث منجم للذهب اكتشافا في السعودية بعد منجمي مهد الذهب والأمار، يقع في محافظة عقلة الصقور بمنطقة القصيم.

## موقع
يقع منجم الصخيبرات في منطقة القصيم وعلى بعد 750كم شمال شرق مدينة جدة و30 كم جنوب طريق المدينة القصيم السريع. ويبعد عن مدينة بريدة حوالي 280 كم.

## التجهيزات
يضم مصنعا للغسيل بالكربون لمعالجة الخام المنقول من منجم بلغة الذي يبعد 75 كم عن الصخيبرات. تقدر طاقته الإنتاجية بحوالي 600 ألف طن سنويا، إضافة إلى الخام المستخرج من منجم مهد الذهب والذي يبعد عنه مسافة 250 كم، ومن المخطط أن يستمر في عملياته حتى سنة 2014م.

## نبذه تاريخية
قام السيد توتشل عام 1937م من الشركة العربية السعودية للتعدين والتي تعرف باسم SAMS بوصف الأعمال التعدينية القديمة في منطقة النقرة والصفرا والتي تضم أيضاً منجم الصخيبرات، وبين عامي 1955 و1956م قامت وكالة الوزارة للثروة المعدنية بدراسات استكشافية أولية لراسب الصخيبرات، ثم في العام 1963م قامت وكالة الوزارة والبعثة الأمريكية (USGS) دراسات متقدمة تلتها البعثة الجيولوجية البريطانية (RF)، وفي العام 1978م منحت رخصة كشف لمنطقة النقرة والصفرا لشركة غرينجز العالمية للتعدين Granges International Mining بالشراكة مع شركة بترومين، وحلت شركة بوليدن السويدية محل شركة جرنز العالمية للتعدين في العام 1983م وقامت بعمل برنامج استكشافي تفصيلي على راسب الصخيبرات، وفي العام 1986م أجريت دراسات جدوى اقتصادية للمشروع وكانت النتائج مشجعة، ويعتبر منجم الصخيبرات أول منجم مفتوح (Open-pit) في المملكة العربية السعودية.